# Exocentrus alboscutellatus
Exocentrus alboscutellatus är en skalbaggsart som beskrevs av Stefan von Breuning 1961. Exocentrus alboscutellatus ingår i släktet Exocentrus och familjen långhorningar. Inga underarter finns listade i Catalogue of Life.